# Bremse (1931)
Bremse – niemiecki szkolny okręt artyleryjski, służący w Reichsmarine, a następnie Kriegsmarine. Brał udział w II wojnie światowej, został zatopiony w 1941 roku przez brytyjskie okręty na Morzu Północnym.

## Historia budowy
"Bremse" został zamówiony przez dowództwo Reichsmarine pod koniec lat 20. XX wieku, w związku z rosnącym zapotrzebowaniem marynarki niemieckiej na wyszkolonych artylerzystów. Dotychczas używane okręty nie spełniały właściwie swojej roli, mając za małą prędkość i zbyt słabe oraz przestarzałe uzbrojenie artyleryjskie.
Pierwotny projekt jednostki przewidywał budowę okrętu wielkości niszczyciela, uzbrojonego w cztery działa kal. 150 mm, wyrzutnie torped i zdolnego do przenoszenia wodnosamolotu. Jednak, z uwagi na spodziewane protesty sygnatariuszy traktatu wersalskiego, zdecydowano ostatecznie zmienić projekt, zmniejszając siłę ofensywnego uzbrojenia jednostki. Kaliber dział artylerii głównej zmniejszono do 127 mm, zrezygnowano z wyrzutni torpedowych i wodnosamolotu. Podjęto także decyzję o wyposażeniu okrętu w silniki wysokoprężne, celem przetestowania tego rodzaju napędu przed jego instalacją w pancernikach kieszonkowych typu Deutschland.
Oficjalne zamówienie na nowy okręt szkolny wpłynęło do stoczni Marinewerft w Wilhelmshaven 9 września 1929 roku. Stępka pod okręt została położona 22 kwietnia 1930 roku. Wodowanie odbyło się 24 stycznia 1931 roku. Okręt otrzymał nazwę "Bremse" (pol.: bąk, giez), tradycyjną w marynarce niemieckiej. Poprzednim okrętem o tej nazwie był krążownik minowy SMS "Bremse" z lat I wojny światowej. Nowy "Bremse" wszedł formalnie do służby w Reichsmarine 14 lipca 1932 roku.
W czasie prób wyszły na jaw braki w stateczności okrętu, spowodowane zainstalowaniem cięższych silników spalinowych na kadłubie zaprojektowanym do montażu turbin parowych o mniejszej masie. Przebudowa, obejmujące między innymi montaż lżejszego masztu, usunięcie kołpaków na kominach i ich skrócenie, zakończyła się w 1933 roku. Następnie "Bremse" wszedł już na stałe do linii.

## Służba operacyjna
Przed wybuchem II wojny światowej okręt podlegał szkole artylerii Reichsmarine (a od 1935 roku Kriegsmarine) w Kilonii i odbywał rejsy szkoleniowe po Bałtyku. W lecie 1939 roku "Bremse" wziął udział w zdjęciach do filmu Der letzte Appell, grając rolę australijskiego krążownika lekkiego HMAS "Sydney" w jego bitwie z niemieckim SMS "Emden" 9 listopada 1914 roku. Dostosowując okręt do tej roli, zainstalowano mu dwie atrapy kominów na śródokręciu. 16 lipca 1939 roku "Bremse" prowadził akcję ratowniczą parowca SS "Berlin", na którym eksplodowały kotły.
1 września 1939 roku "Bremse", wraz z pomocniczymi stawiaczami min "Preussen" i "Hansestadt Danzig" prowadził ćwiczenia w stawianiu zagród minowych w Zatoce Kilońskiej. Następnie okręt prowadził patrole w południowej części Morza Bałtyckiego oraz eskortował transportowce wojska.
W 1940 roku "Bremse" wziął udział w operacji Weserübung – ataku na Danię i Norwegię, w składzie zespołu zajmującego miasto i port Bergen. W czasie przejścia przez Byfjord "Bremse" otrzymał dwa trafienia pociskami kal. 210 mm, wystrzelonymi przez norweską baterię brzegową. Trafienia spowodowały śmierć lub rany u 12 przewożonych żołnierzy. "Bremse" pozostał w Bergen po wyjściu pozostałych okrętów niemieckich (wchodzący w skład zespołu krążownik "Königsberg", również trafiony przez artylerię nadbrzeżną, został 10 kwietnia zatopiony przez samoloty Fleet Air Arm), wspierając działania wojsk niemieckich. 20 kwietnia zatopił norweski torpedowiec "Stegg" oraz zdobył dwa mniejsze okręty. Po wejściu na mieliznę 30 kwietnia, okręt przeszedł do Stavanger, gdzie został umieszczony w suchym doku. Naprawa trwała do sierpnia, po czym "Bremse" powrócił do Kilonii.
Na początku listopada 1940 roku okręt odniósł uszkodzenia w kolizji z niemieckim frachtowcem na redzie Frederikshavn. Naprawianie uszkodzeń trwało do połowy miesiąca, po czym "Bremse" wyruszył znów do portów norweskich. Ponowne wejście jednostki na mieliznę miało miejsce w Fåfjordzie 2 grudnia 1940 roku. Tym razem uszkodzenia były poważniejsze a remont w stoczni w Stavanger trwał pół roku.
Od lipca 1941 roku "Bremse" służył jako okręt eskortowy dla statków przewożących wojsko, a w drodze powrotnej rudę żelaza na trasie pomiędzy Hammerfest a Kirkenes. 30 lipca w porcie Kirkenes przeżył bez strat nalot samolotów brytyjskich z lotniskowca HMS "Victorious", ratując załogę zestrzelonego myśliwca Messerschmitt Bf 110. 6 sierpnia okręt prowadził skuteczną akcję ratowniczą załogi uszkodzonej łodzi latającej Dornier Do 18. 21 sierpnia uniknął ataku torpedowego ze strony brytyjskiego okrętu podwodnego HMS "Trident".
6 września 1941 roku "Bremse" wyruszył w eskorcie niewielkiego konwoju do Kirkenes, składającego się z dwóch statków ("Barcelona" i "Trautenfels") osłanianych przez mniejsze jednostki. Transportowce przewoziły żołnierzy 5. Dywizji Górskiej. Konwój został wykryty przez dwa brytyjskie krążowniki: HMS "Nigeria" i HMS "Aurora", pod dowództwem kontradmirała Philipa Viana, powracające z rajdu na Spitsbergen (operacja Gauntlet). Pomimo dysproporcji sił pomiędzy przeciwnikami (18 dział kal. 152 mm wobec 4 dział kal. 127 mm), dowódca "Bremse" zdecydował się podjąć walkę celem ocalenia osłanianych transportowców.
W wyniku wymiany ognia "Bremse" został wielokrotnie trafiony pociskami artylerii obu krążowników. W efekcie okręt został zatopiony, wraz z większą częścią swojej załogi. Pozostałe okręty konwoju uratowały jedynie 37 marynarzy. Zginął także dowódca okrętu, Fregattenkapitän Hermann von Brosy-Steinberg. Jednak walka "Bremse" pozwoliła obydwu osłanianym statkom schronić się w pobliskim fiordzie.